# Boygenius
Le Boygenius sono un supergruppo musicale formato da Julien Baker, Phoebe Bridgers e Lucy Dacus. Acclamate da pubblico e critica, durante i Grammy Awards 2024 sono state premiate con tre riconoscimenti su un totale di sei nomine.

## Storia del gruppo
Prima della nascita ufficiale del gruppo, sia Bridgers che Dacus avevano aperto (separatamente) alcuni concerti di Baker. Col passare del tempo, le tre sono diventate sempre più vicine sia professionalmente che privatamente, oltre a venire spesso comparate l'un l'altra dai media. Nel 2018, le tre interpreti eseguono per la prima volta un joint tour: proprio durante questa esperienza, iniziano a lavorare a musica insieme e decidono di formare un gruppo musicale vero e proprio. Nell'ottobre successivo viene pubblicato il primo EP omonimo del gruppo via Matador Records: il progetto ottiene un grande successo di critica, venendo inserito nelle classifiche dei migliori progetti discografici dell'anno da svariate riviste musicali.
Nel corso del 2020, le tre hanno inciso varie collaborazioni, incluso un brano con Hayley Williams inserito nel primo album da solista di quest'ultima. Nel luglio dello stesso anno pubblicano il loro secondo EP, intitolato Boygenius (Demos). Nel 2021 eseguono il primo concerto insieme dal 2018, esibendosi a San Francisco per un evento di beneficenza. Nel gennaio 2023 il gruppo firma con Interscope e pubblica i singoli $20, Emily I'm Sorry e True Blue. Segue la pubblicazione dell'album The Record, che raggiunge la vetta della classifica britannica e la posizione 4 nella Billboard 200.
In seguito alla pubblicazione dell'album, il gruppo riceve sei nomination ai Grammy Awards 2024, vincendo nelle categorie "Miglior album di musica alternativa", "Miglior canzone rock" (con Not Strong Enough) e "Miglior interpretazione rock". Il 1º febbraio 2024 hanno annunciato una pausa di durata indeterminata.

## Stile e influenze musicali
Il nome del gruppo nasce per gioco da alcune considerazioni delle tre cantanti, le quali hanno spesso parlato fra di loro di esperienze spiacevoli con collaboratori uomini che sostenevano di essere dei geni, delle persone estremamente talentuose e brillanti.

## Discografia

### Album
- 2023 – The Record

### EP
- 2018 – Boygenius
- 2020 – Boygenius (Demos)
- 2023 – The rest

### Singoli
- 2023 – $20
- 2023 – Emily I'm Sorry
- 2023 – True Blue
- 2023 – Not Strong Enough
- 2023 - Satanist

## Riconoscimenti
- Grammy Award[16]
  - 2024 - Candidatura alla registrazione dell'anno per Not Strong Enough
  - 2024 - Candidatura all'album dell'anno per The Record
  - 2024 - Miglior interpretazione rock per Not Strong Enough
  - 2024 - Miglior canzone rock per Not Strong Enough
  - 2024 - Candidatura alla miglior interpretazione di musica alternativa per Cool About It
  - 2024 - Miglior album di musica alternativa per The Record